# Phare de Grinna
Le phare de Grinna (en norvégien : Grinna fyr)  est un phare côtier de la commune de Vikna, dans le comté et la région de Trøndelag (Norvège). Il est géré par l'administration côtière norvégienne (en norvégien : Kystverket).

## Histoire
Le phare a été mis en service en 1904 sur l'îlot de Grinna au sud du groupe d'îles de Gjæslingan dans le nord du fjord de Folda.

## Description
Le phare  ,  est une tour cylindrique en fonte de 19 mètres de haut, avec une galerie et lanterne, sur une fondation en pierre. La tour est totalement peinte en rouge et se trouve à côté d'une maison de gardien. Son feu à occultations  émet, à une hauteur focale de 23 mètres, un éclat (blanc, rouge et vert selon différents secteurs) toutes les 6 secondes. Sa portée nominale est de 12 milles nautiques (environ 22 km) pour le feu blanc, 9 pour le feu rouge et vert.
Identifiant : ARLHS : NOR-099 ; NF-5295 - Amirauté : L1842 - NGA : 8872 .

### Lien connexe
- Liste des phares de Norvège